# 素尼达·革通
素尼达·革通（1997年10月26日—），泰國女子羽毛球運動員，專長單打項目。

## 簡歷
2014年8月，素尼达·革通出戰新加坡國際系列賽，贏得女子單打比賽冠軍。
2015年，素尼达·革通接連贏得泰國國際挑戰賽、樂魚國際系列賽及斯里蘭卡國際挑戰賽女子單打比賽冠軍，又在越南羽毛球大獎賽打進準決賽。

## 主要比賽成績
只列出曾進入準決賽的國際賽事成績：
| 年份   | 賽事                     | 公開賽級別 | 項目     | 拍檔               | 成績   |
| ------ | ------------------------ | ---------- | -------- | ------------------ | ------ |
| 2014年 | 斯里蘭卡羽毛球國際賽     | 國際挑戰賽 | 女子單打 | －                 | 準決賽 |
| 2014年 | 新加坡羽毛球國際系列賽   | 國際系列賽 | 女子單打 | －                 | 冠軍   |
| 2015年 | 泰國羽毛球國際挑戰賽     | 國際挑戰賽 | 女子單打 | －                 | 冠軍   |
| 2015年 | 樂魚羽毛球國際系列賽     | 國際系列賽 | 女子單打 | －                 | 冠軍   |
| 2015年 | 樂魚羽毛球國際系列賽     | 國際系列賽 | 女子雙打 | Panjarat Pransopon | 冠軍   |
| 2015年 | 斯里蘭卡羽毛球國際挑戰賽 | 國際挑戰賽 | 女子單打 | －                 | 冠軍   |
| 2015年 | 越南羽毛球大獎賽         | 大獎賽     | 女子單打 | －                 | 準決賽 |
| 2018年 | 印尼羽毛球國際系列賽     | 國際系列賽 | 女子單打 | －                 | 亞軍   |
| 2018年 | 西班牙羽毛球國際賽       | 國際挑戰賽 | 女子單打 | －                 | 亞軍   |
| 2018年 | 世界大学生羽毛球锦标赛   | 其他       | 混合團體 | －                 | 冠軍   |
| 2019年 | 伊朗羽毛球國際挑戰賽     | 國際挑戰賽 | 女子單打 | －                 | 冠軍   |
| 2019年 | 老撾羽毛球國際系列賽     | 國際系列賽 | 女子單打 | －                 | 準決賽 |
| 2019年 | 蒙古國羽毛球國際賽       | 國際挑戰賽 | 女子單打 | －                 | 冠軍   |
| 2019年 | 中華台北羽毛球公開賽     | 超級300賽  | 女子單打 | －                 | 準決賽 |
| 2020年 | 亞洲羽毛球團體錦標賽     | 其他       | 女子團體 | －                 | 季軍   |
| 2020年 | 西班牙羽毛球大師賽       | 超級300賽  | 女子單打 | －                 | 準決賽 |
| 2021年 | 優霸盃                   | 其他       | 女子團體 | －                 | 季軍   |
| 2022年 | 印度羽毛球公開賽         | 超級500賽  | 女子單打 | －                 | 亞軍   |
| 2022年 | 瑞士羽毛球公開賽         | 超級300賽  | 女子單打 | －                 | 準決賽 |
| 2022年 | 優霸盃                   | 其他       | 女子團體 | －                 | 季軍   |
| 2022年 | 東南亞運動會羽毛球比賽   | 其他       | 女子團體 | －                 | 金牌   |
| 2023年 | 印度羽毛球公開賽         | 超級750賽  | 女子單打 | －                 | 準決賽 |
| 2023年 | 泰國羽毛球大師賽         | 超級300賽  | 女子單打 | －                 | 準決賽 |
| 2023年 | 亞洲羽毛球混合團体錦標賽 | 其他       | 混合團体 | －                 | 季軍   |
| 2023年 | 東南亞運動會羽毛球比賽   | 其他       | 女子團體 | －                 | 金牌   |
| 2023年 | 東南亞運動會羽毛球比賽   | 其他       | 女子單打 | －                 | 金牌   |
| 2023年 | 美國羽毛球公開賽         | 超級300賽  | 女子單打 | －                 | 冠軍   |
| 2023年 | 亞洲運動會羽毛球比賽     | 其他       | 女子團体 | －                 | 銅牌   |
| 2024年 | 泰國羽毛球大師賽         | 超級300賽  | 女子單打 | －                 | 亞軍   |
| 2024年 | 亞洲羽毛球團體錦標賽     | 其他       | 女子團體 | －                 | 亞軍   |
| 2024年 | 西班牙馬德里羽毛球大師賽 | 超級300賽  | 女子單打 | －                 | 亞軍   |
| 2024年 | 泰國羽毛球公開賽         | 超級500賽  | 女子單打 | －                 | 冠軍   |
| 2024年 | 日本羽毛球公開賽         | 超級750賽  | 女子單打 | －                 | 準決賽 |
| 2024年 | 中國羽毛球大師賽         | 超級750賽  | 女子單打 | －                 | 準決賽 |
| 2025年 | 泰國羽毛球公開賽         | 超級500賽  | 女子單打 | －                 | 準決賽 |

| 2007-2017年 | 首要超級賽 | 超級賽 | 黃金大獎賽 | 大獎賽 | 國際挑戰賽 | 國際系列賽 | 未來系列賽 | 其他 |

| 2018-2026年 | 總決賽 | 超級1000賽 | 超級750賽 | 超級500賽 | 超級300賽 | 超級100賽 | 國際挑戰賽 | 國際系列賽 | 未來系列賽 | 其他 |

### 奧運會和世錦賽參賽紀錄
|          | 2024 |
| -------- | ---- |
| 女子單打 | 16強 |